# Karni
Karni är ett berg i Eritrea. Det ligger i den centrala delen av landet, 70 km sydost om huvudstaden Asmara. Toppen på Karni är 2 473 meter över havet.
Terrängen runt Karni är kuperad. Runt Karni är det ganska glesbefolkat, med 42 invånare per kvadratkilometer. Närmaste större samhälle är Adi Keyh, 3,3 km norr om Karni. Omgivningarna runt Karni är i huvudsak ett öppet busklandskap.